# Spasatel

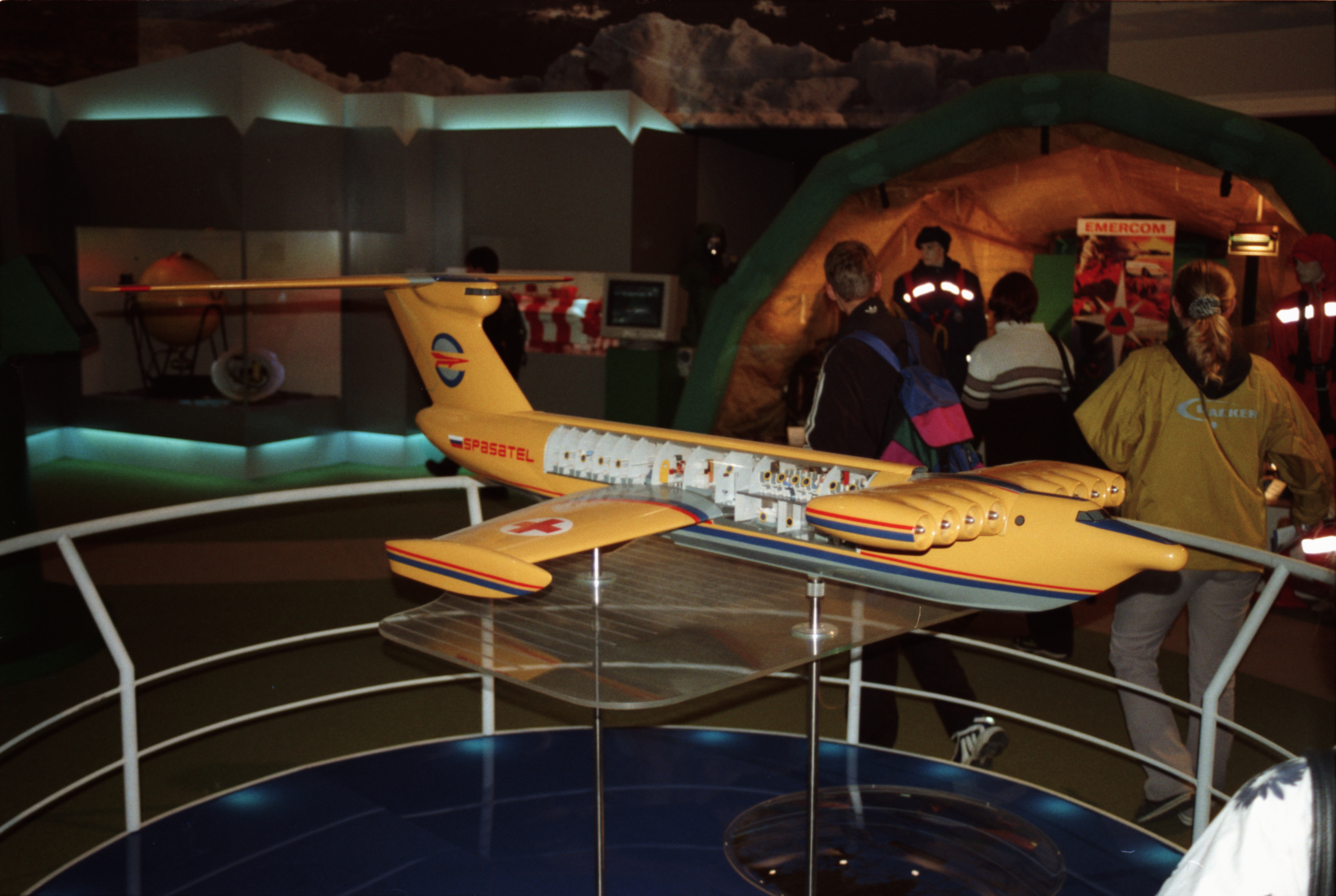
Spasatel-Modell

Spasatel (russisch Спасатель – „Retter“) ist ein vom sowjetischen Verteidigungsministerium geplantes, zu jener Zeit als „streng geheim“ eingestuftes Projekt eines Bodeneffektfahrzeuges. Ursprünglich sollte das Gefährt als Raketenträger des Projektes Lun dienen, wurde dann aber zum Rettungsfahrzeug umgebaut, jedoch nie fertiggestellt.

## Ziele
Der militärische Vorteil von Bodeneffektfahrzeugen gegenüber Schiffen und U-Booten lag darin, dass sie im Betrieb keinen Tiefgang hatten und daher nicht vom Sonar erfasst werden konnten; gegenüber Flugzeugen bestand der Vorteil neben der großen Nutzlast in der geringen Flughöhe, was die Radarerfassung erschwerte. Dies war insbesondere zur Zeit des Kalten Krieges und beim seinerzeitigen Stand der Technik eine interessante Möglichkeit, um unauffällig und schnell viele Personen oder eine große Ladung über weite Strecken zu transportieren. Heute ist dieser Ansatz durch bessere Tarn- und Ortungstechniken technisch obsolet.

## Geschichte
Ursprünglich sollte es als zweites Raketenträger-Bodeneffektfahrzeug gebaut werden. Nachdem bei einem Unglück im Jahr 1989 das sowjetische Atom-U-Boot Komsomolez gesunken war, wobei 42 Personen ums Leben kamen, wurde dieses zweite Fahrzeug für den Einsatz im Seenotrettungsdienst umgebaut und hätte bis zu 500 Passagiere befördern können.
Nach dem Zerfall der Sowjetunion wurde das Projekt storniert, da die finanziellen Mittel fehlten. Auch die militärischen Einsätze auf See wurden stark reduziert, sodass sich der Einsatzzweck verkleinerte. Der Spasatel ist in den Aufbauten und Ummantelungen komplett und zu 98 Prozent fertiggestellt. Nach dem Konkurs des Ekranoplan-Werkes wurde der Spasatel nicht verschrottet, sondern – wie auch das ganze Areal – einfach im Zustand der Produktion gelassen.

## Gegenwart
Stand 2006 befindet sich der nicht fertiggestellte Spasatel in einem alten Industriekomplex in Nischni Nowgorod (56° 21′ 46,4″ N, 43° 52′ 44″ O).
Verfechter, Liebhaber sowie ehemalige Mitarbeiter des Werkes arbeiten noch immer an der Fertigstellung des großen Bodeneffektfahrzeuges. Dabei war es bisher sehr schwer, Bauteile und Maschinen zu beschaffen, da das Vorhaben von offizieller Seite nicht unterstützt wurde. Der Zugang und die Fertigung des Spasatel waren somit sehr kosten- und arbeitsintensiv und die Wahrscheinlichkeit, dass er jemals „fliegen“ würde, sehr gering. Alle Mitarbeiter des Spasatelprojektes arbeiteten auf freiwilliger Basis.
Nach Presseberichten im Dezember 2017 sollte die Entwicklung des Spasatel wieder aufgenommen werden, die Fahrzeuge sollten dann vor allem in arktischen Gewässern eingesetzt werden: Bereits 2022 sollte der erste Spasatel getestet werden. Die Produktion sollte 2025 beginnen. Russischen Medien zufolge war das Projekt bereits im Rüstungsbudget für die Jahre 2018 bis 2025 eingeplant.

## Technische Daten
(Die Daten basieren auf dem ersten Projekt und dessen Erfahrungen.)
| Kenngröße          | Daten                                             |
| ------------------ | ------------------------------------------------- |
| Besatzung          | 9 + 19 Rettungskräfte                             |
| Passagiere         | 150–500                                           |
| Länge              | 73,8 m                                            |
| Spannweite         | 44,0 m                                            |
| Höhe               | 19,2 m                                            |
| Startmasse         | 400 t                                             |
| Geschwindigkeit    | Normalhöhe: 450–550 km/h Maximalhöhe: 20–100 km/h |
| Reichweite         | Normalhöhe: 3000 km Maximalhöhe: 400 km           |
| max. Dauer auf See | 5 Tage                                            |
| Normalflughöhe     | 1–5 m                                             |
| Suchhöhe           | 500 m                                             |
| Maximalhöhe        | 7500 m                                            |
| max. Wellenhöhe    | Start und Landung: 2,5–3,5 m Flug: unbegrenzt     |
| Triebwerke         | 8 × Turbofan Kusnezow NK-87                       |
| Schubkraft         | 127,4 kN je Triebwerk                             |

## Vergleichbare Typen
- Lun-Klasse (militärische Variante, Grundlage des Spasatel)
- KM (Ekranoplan)